# The Germ
 (août 2024).
Si vous disposez d'ouvrages ou d'articles de référence ou si vous connaissez des sites web de qualité traitant du thème abordé ici, merci de compléter l'article en donnant les références utiles à sa vérifiabilité et en les liant à la section « Notes et références ».

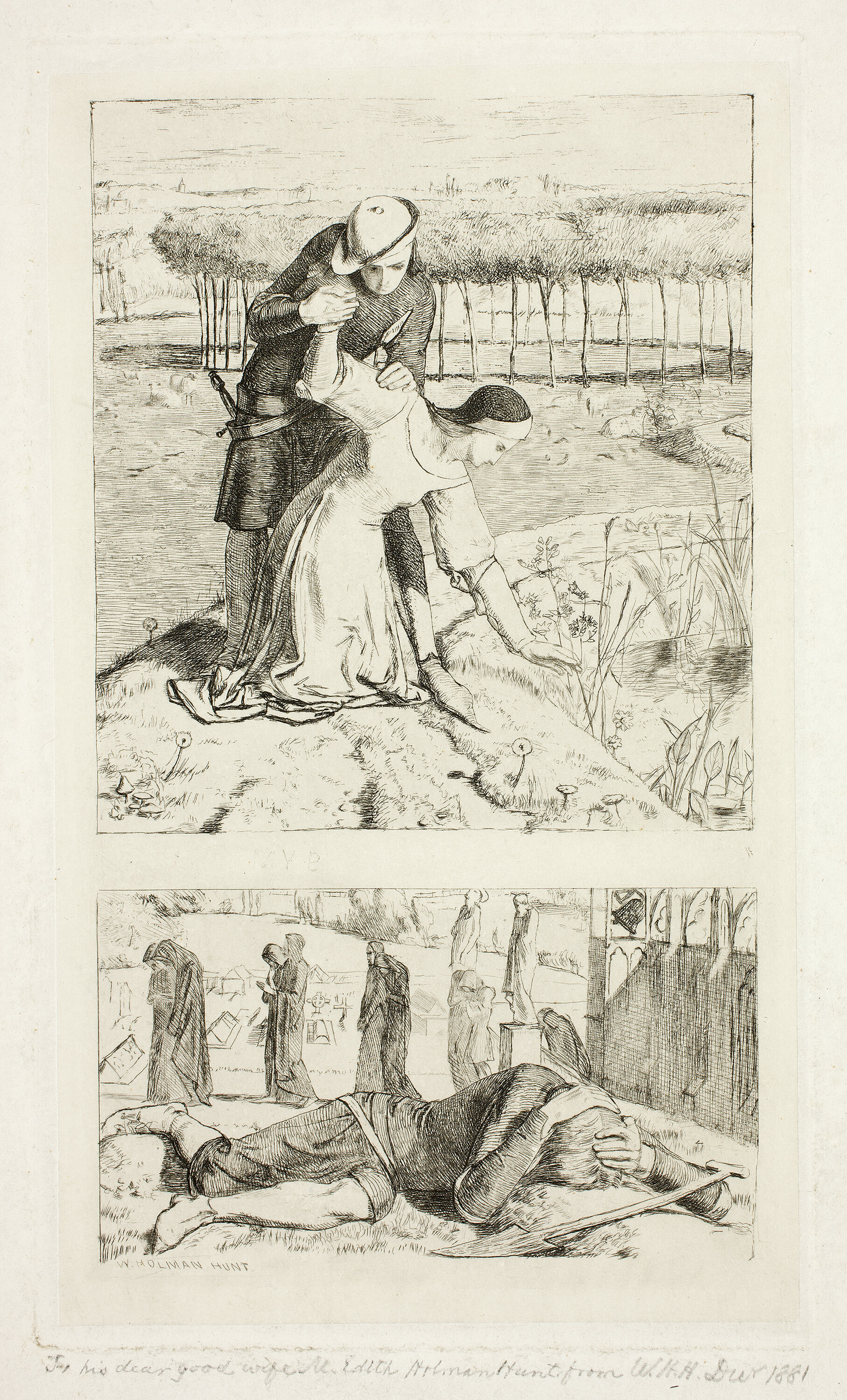
Illustration de Holman Hunt pour le poème de Thomas Woolner « My Beautiful Lady », publié dans The Germ, 1850

The Germ, Thoughts towards Nature in Poetry, Literature and Art  (1850) était un périodique fondé par la Confrérie préraphaélite pour diffuser ses idées. Le magazine a été édité par William Michael Rossetti. The Germ a été rebaptisé Art and Poetry, being Thoughts towards Nature, conducted principally by Artists pour ses deux derniers numéros. Ce ne fut pas un succès, le journal ne survécut que quatre numéros entre janvier et avril 1850.

## Titre
Le titre fait référence à une croyance préraphaélite en la nature, la graine et l'imagination humaine, ainsi que l'évoque l'expression « une idée qui germe ». Ils espéraient que le magazine allait être une graine à partir de laquelle de nouvelles idées créatives allaient germer. L'ouvrage était sous-titré « Réflexions sur la nature dans l'art et la littérature » soulignant la conviction des éditeurs selon laquelle la poésie et l'art devraient être liés.
Dans l'espoir d'améliorer les faibles ventes du magazine, on le rebaptisa avec le titre moins ambigu Art and Poetry, being Thoughts towards Nature, conducted principally by Artists pour ses deux derniers numéros.

## Histoire
The Germ a été imprimé par Tupper & Sons, une firme d'imprimeurs lithographes de la City de Londres, qui avait pris une participation financière dans la publication avec l'intention d'accroître son succès. Seuls 70 exemplaires du premier numéro, tiré à 700 exemplaires, ont été vendus. Le tirage des éditions ultérieures a été réduit, mais les ventes n'ont pas repris. La famille Tupper avait des liens avec la Confrérie. George Tupper supporta le poids des pertes financières.
Une édition spéciale limitée (seulement 450 exemplaires) des quatre numéros de The Germ a été publiée en 1898 sur papier fait main Van Gelder, par Thomas B. Mosher, éditeur à Portland.
Une édition fac-similé des quatre numéros, ainsi que de la « Préface » de WM Rossetti a été publiée par Elliot Stock en 1901 et présentée dans un coffret.

## Contenu
Chaque numéro était illustré par les membres de la confrérie et commençait par une gravure originale. William Holman Hunt illustra le poème de Woolner, My Beautiful Lady dans le premier numéro. Collinson, son propre poème, L'Enfant Jésus, dans le deuxième numéro. Madox Brown créa une illustration de deux pages du Roi Lear et de ses filles pour le troisième, accompagnant son article sur les techniques de création d'une peinture historique. Walter Deverell représenta Viola et Olivia dans La Nuit des rois de Shakespeare au dernier numéro.
The Germ a publié des poèmes de William Michael Rossetti et d'autres membres de la Confrérie, dont le frère de William, Dante Gabriel Rossetti, de Thomas Woolner et de James Collinson. Mais aussi des contributions en vers et des essais sur l'art et la littérature par des associés, dont Ford Madox Brown et Coventry Patmore, ainsi que des critiques de livres occasionnelles.